# فينيسيوس سوزا
فينيسيوس سوزا هو لاعب كرة قدم برازيلي في مركز الوسط، ولد في 17 يونيو 1999 في ريو دي جانيرو في البرازيل. لعب مع لوميل يونايتد ونادي فلامنغو.

## وصلات خارجية
- فينيسيوس سوزا على موقع قاعدة بيانات كرة القدم.إي يو (الإنجليزية)
- فينيسيوس سوزا على موقع Soccerbase.com (لاعب) (الإنجليزية)
- فينيسيوس سوزا على موقع Soccerway.com (الإنجليزية)
- فينيسيوس سوزا على موقع عالم كرة القدم.نت (الإنجليزية)